# Bettina Bliebenich
Bettina Bliebenich (* 16. November 1960 in Hamburg) ist eine deutsche Politikerin (CDU) und ehemaliges Mitglied der Hamburgischen Bürgerschaft.

## Leben
Bliebenich ist geschieden und hat zwei Söhne. Sie absolvierte die Haupt- und Realschule. Nach einer Berufsausbildung war sie in der elterlichen Autovermietung tätig. Von 1992 bis 1999 war sie selbstständige Unternehmerin im Transportwesen.

## Politik
Von Oktober 1993 bis Oktober 1997 war sie Abgeordnete der Bezirksversammlung Wandsbek. Von Oktober 1997 bis 2008 war sie Mitglied der Hamburgischen Bürgerschaft. Als Landtagsabgeordnete war sie unter anderem Mitglied des Familien-, Kinder- und Jugendausschusses. Von März 2004 bis zum Ende ihrer Abgeordnetenzeit war sie Vizepräsidentin des Hamburger Parlaments.

## Nachweise
- Abgeordnetenhandbuch der Hamburgischen Bürgerschaft
- Eintrag über Bliebenich auf Hamburgische Bürgerschaft.de (nicht mehr online)
- Eintrag über Bliebenich auf CDU-Bürgerschaftsfraktion.de (nicht mehr online)

| Personendaten    | Personendaten                    |
| ---------------- | -------------------------------- |
| NAME             | Bliebenich, Bettina              |
| KURZBESCHREIBUNG | deutsche Politikerin (CDU), MdHB |
| GEBURTSDATUM     | 16. November 1960                |
| GEBURTSORT       | Hamburg                          |